# Mildred Didriksonová
Mildred Ella „Babe“ Didrikson Zaharias, přechýleně Mildred Didriksonová (26. června 1911 Port Arthur, Texas – 27. září 1956 Galveston, Texas), byla všestranná americká sportovkyně, atletka, olympijská vítězka v běhu na 80 metrů překážek a v hodu oštěpem z roku 1932.

## Sportovní kariéra
Prvních sportovních úspěchů dosáhla v šestnácti letech. Na olympiádě v Los Angeles získala zlatou medaili v běhu na 80 metrů překážek a v hodu oštěpem, stříbrnou medaili ve skoku vysokém. V následujících letech se věnovala kromě atletiky i dalším sportům, nejvíce golfu. Po druhé světové válce patřila mezi nejlepší golfistky na světě. Zemřela na rakovinu.